# クーザ
クーザ（サンスクリット語: Koozå）で宝箱を意味するシルク・ドゥ・ソレイユのサーカス演目であり、移動公演のひとつ。

## 歴史
2007年に初演。日本公演は2011年2月から2012年に、フジテレビ主催、ダイハツ工業特別協賛で開催。ビッグトップでの日本ツアーで、東京公演原宿国立代々木競技場オリンピックプラザ、大阪公演(中之島ビッグトップ)、名古屋公演(ナゴヤドーム北)、福岡公演(箱崎宮外苑)。2月の東京公演の途中2011年3月11日の東日本大震災の影響で一時公演中止、東京公演後の仙台公演は中止になったが、4都市で全463公演121万人を動員した。

## キャスト
アーティスト64名。

## パフォーマンス
- Charivari シャリバリ(アクロバット)
- Contortion コントーション(軟体芸)
- Solo Trapeze ソロトラピス(エアリアル)
- Unicycle Duo ユニサイクル・デュオ(男女2人が同時に同じ一輪車に乗る芸)
- Double High Wire ダブル・ハイ・ワイヤー(空中上下2本の綱渡り)
- Skeleton Dance スケルトン・ダンス
- Wheel of Death ホイール・オブ・デス(両端に2つの輪のついた700キログラム超の装置が回り、2人のアーティストがその内外を出入りする芸)
- Hoops Manipulation フープ・マニピュレーション(7本のフラフープを全身で回す芸)
- Hand to Hand ハンド・トゥ・ハンド(2人の男女のバランス芸)
- Balancing on Chairs バランシング・オン・チェアー　(八丁椅子)
- Teeterboard ティーターボード　(シーソーを使ったアクロバット)